# Velika loža Grčke
Velika loža Grčke (grčk. Μεγάλη Στοά της Ελλάδος) je regularna slobodnozidarska velika loža u Grčkoj. Osnovana je 1867. godine pod nazivom Veliki orijent Grčke i uz pomoć Velikog orijenta Italije. Međutim, kao godina osnivanja službeno se navodi 1811. kada je osnovan Najuzvišeniji veliki orijent Grčke.

## Povijest
Prva masonska loža u Grčkoj, Loža "Beneficenza" osnovana je 1782. godine na Krfu pod okriljem Velike lože Verone sa sjedištem u Padovi, Italija. Kasnije, 1810. godine, Dionizije Rimski  je ujedinio lože "Agathoergia" i "Philogeneia" formirajući tako prvu veliku ložu na grčkom podrugčju, pod nazivom Najuzvišeniji veliki orijent Grčke na Orijentu Krfa, 1811. (Γαληνοτάτη Μεγάλη Ανατολή της Ελλάδος, κατ” Ανατολήν Κερκύρας, 1811.). Ovo  je prva grčka velika loža i njezin senioritet se pak dodjeljuje Velikoj loži Grčke budući da je ona najstarija među regularnim velikim ložama u Grčkoj. Sljedećih godina slobodno zidarstvo u Grčkoj cvjetalo je na Jonskim otocima. Na inicijativu Velikog orijenta Grčke Loža "Feniks" je 1811. godine otvorena u Moskvi, Rusko Carstvo. Loža "Atena" je otvorena u Parizu, Prvo Francusko Carstvo, dok je Loža "Društvo Filomouson" osnovana u Beču i u Ateni. U ovim ložama bilo je primljeno nekolicina onih koje će 1814. godine u Odesi formirati tajnu organizaciju Društvo prijatelja (Filiki Etaireia / Φιλικὴ Ἑταιρεία). Ovo društvo, na koje su uvelike utjecale masonske vrijednosti i struktura, imalo je za svrhu svrgavanje osmanske vlasti nad Grčkom što će kasnije rezultirati i Grčkim ratom za neovisnost. Najuzvišeniji veliki orijent Grčke prestao je djelovati 1943. godine.
Pod okriljem Velikog orijenta Italije je 1863. godine prvo osnovana Loža "Panellinion", a nakon toga još šest loža: "Posejdon" u Pireju, "Skoufas" u Halkidi, "Arhimed" u Patrasu, "Djeca Leonidiova" u Sirosu, "Riga od Fere" u Lamiji i "Napredak" u Argu. Ovih sedam loža se 1864. godine ujedinilo tražeći od Velikog orijenta Italije dozvolu za uspostavu neovisnog Velikog orijenta Grčke, što su im Talijani uskratili, dopuštajući formiranje pokrajinske velike lože pod nazivom Vrhovna slobodnozidarska uprava u Ateni (Ανώτατο Τεκτονικό Διευθυντήριο στην Αθήνα). Tri godine kasnije, 10. travnja 1867., nakon drugog zahtjeva grčkih slobodnih zidara, Veliki orijent Italije je odobrio osnivanje suverene velike lože, nazvane Veliki orijent Grčke (Μεγάλη Ανατολή της Ελλάδος), sa sjedištem u Ateni.
Veliki orijent Grčke je 1923. godine pristupio Međunarodnoj masonskoj asocijaciji. Nakon izmjena formacije akata organizacije 1936. godine Veliki orijent Grčke je preimenovan u Veliku ložu Grčke. Godine 1948. ovu veliku ložu kao regularnu veliku ložu priznala je Ujedinjena velika loža Engleske.
U lipnju 1986. godine šest loža se isključilo iz Velike lože Grčke te 7. srpnja iste godine formiralo Nacionalnu veliku ložu Grčke. Godine 1993. Ujedinjena velika loža Engleske je uskratila priznanje regularnosti Velikoj loži Grčke te kao regularnu priznala Nacionalnu veliku ložu Grčke. Međutim, šest godina kasnije, 1999., Englezi iz internih razloga povlače ove odluke tako da Velike lože Grčke ponovo postaje regularna.
Tijekom 20. stoljeća Velika loža Grčke osnovala je nekoliko loža u Cipru. Ove lože su krajem 2005. godine odlučile formirati suverenu veliku ložu u svojoj zemlji. Tako je u službeno 8. listopada 2006. godine konstituirana i utemeljena Velika loža Cipra.

## Ustroj
Sjedište Velike lože Grčke je u Ateni.

### Lože
U 2024. godini Velika loža Grčke ima 120 masonskih loža u 40 gradova. Od toga je 41 loža u Ateni, deset je u Pireju, devet u Kifisiji, po osam u Eleusini i Solunu, pet u Krfu, tri u Patrasu, po dvije u Heraklionu, Janjini, Kalimnosu i Zakintosu, kao i po jedna u Agriniju, Aleksandropoliju, Kefaloniji, Halkidi, Haniji, Korintu, Drami, Edessi, Glyfadi, Kalamati, Kavali, Komotiniju, Kosu, Kozaniju, Larisi, Mitileni, Olimpiji, Parnasu, Retimnu, Rodosu, Seru, Sirosu, Tegeji, Tripoliju, Volosu i Ksantiju, dok jedna loža radi u ciparskom Limassolu.
Među ložama koje rade pod žaštitom Velike lože Grčke su:
- Loža "Feniks" (Στοά Ποσειδωνια) br. 1, Krf – nosi naziv po mitološkoj ptici feniks.
- Loža "Posejdon" (Στοά Ποσειδωνια) br. 2, Pirej – nosi naziv po Posejdon, bogu mora u grčkoj mitologiji; osnovana je pod zaštitom Velikog orijenta Italije.
- Loža "Skoufas" (Στοά Σκουφασ) br. 5, Halkida – nosi naziv po revolucionaru i masonu Nikolaosu Skoufasu, suosnivaču Društva prijatelja; osnovana je pod zaštitom Velikog orijenta Italije.
- Loža "Apolon" (Στοά Απολλων) br. 98, Atena – nosi naziv po Apolonu, bogu muške ljepote i medicine u grčkoj mitologiji; radi na njemačkom jeziku.
- Loža "Partenon" (Στοά Παρθενών) br. 112, Atena – nosi naziv po hramu Partenonu; radi na engleskom jeziku.
- Loža "Lord Byron" (engl. Lord Byron Lodge) br. 150, Krf – nosi naziv po engleskom pjesniku Georgeu Gordonu Byronu; radi na engleskom jeziku.
- Loža "Europa" (Στοά Ευρωπη) br. 162, Atena – dio je lanca istoimenih loža koje rade pod okriljem regularnih velikih loža u Europi.[8]

### Uprava
Velikom ložom Grčke upravlja veliki majstor (grčk. Μεγαλοι Διδασκαλοι) koji se bira na trogodišnje razdoblje. Dosadašnji veliki majstori su:
1. Nikolas Damascenes / Νικόλαος Δαμασκηνός (1867. – 1869.), I. put
2. Dimitrios Rodokanakis / Δημήτριος Ροδοκανάκης (1872. – 1884.)
3. Nikolas Damascenes / Νικόλαος Δαμασκηνός (1884. – 1895.), II. put
4. Timoleon Filemon / Τιμολέων Φιλήμων (1895. – 1897.)
5. Spiridon Aravantinos / Σπυρίδων Αραβαντινός (1897. – 1899.)
6. Andreas Kalyvas / Ανδρέας Καλύβας (1899. – 1902.)
7. Emmanuel Galanis / Εμμανουήλ Γαλάνης (1902. – 1903.)
8. Dionysios Stefanou / Διονύσιος Στεφάνου (1903. – 1907.)
9. Nikolaos Varvoglis / Νικόλαος Βαρβόγλης (1907. – 1909.)
10. Konstantinos Angelopoulos / Κωνσταντίνος Αγγελόπουλος (1909. – 1925.)
11. Miltiadis Pouris / Μιλτιάδης Πουρής (1925. – 1931.)
12. Dimitris Papoulias / Δημήτρης Παπούλιας (1931. – 1932.)
13. Filotas Papageorgiou / Φιλώτας Παπαγεωργίου (1932. – 1947.)
14. Konstantinos Perakis / Κωνσταντίνος Περάκης (1947. – 1958.)
15. Thrasyvoulos Vlisidis / Θρασύβουλος Βλησίδης (1958. – 1962.)
16. Alexandros Tzatzopoulos / Αλέξανδρος Τζατζόπουλος (1962. – 1974.)
17. George Sergopoulos / Γεώργιος Σεργόπουλος (1974. – 1981.)
18. Christos Maneas / Χρήστος Μανέας (1981. – 1995.)
19. Savvas Vafiadis / Σάββας Βαφειάδης (1995. – 2001.)
20. Dionysios Papadatos / Διονύσιος Παπαδάτος (2001. – 2004.)
21. Spiridon Paizis / Σπυρίδων Παϊζης (2004. – 2007.)
22. Nikolaos Bourgidis / Νικόλαος Βουργίδης (2007. – 2013.)
23. George Vasilogeorgis / Γεώργιος Βασιλογεώργης (2013. – 2016.)
24. Konstantinos Politis / Κωνσταντίνος Πολίτης (2016. – 2019.)
25. Michael Mattes / Μιχαήλ Ματτές (2019. – 2022.)

### Međunarodna suradnja
Velika loža Grčke sudjeluje u radu Svjetske konferencije regularnih masonskih velikih loža. Također, potpisala je povelje o prijateljstvu i međusobnom priznavanju s preko 180 regularnih velikih loža.

### Obredi
Velika loža Grčke upravlja simboličkim stupnjevima plave lože (učenik, pomoćnik i majstor) i delegira upravljanje visokim stupnjevima na dodatna tijela i redove.

## Pridružena tijela i redovi
Upravljanje visokim stupnjevima Velika loža Grčke provodi kroz pridružena tijela i redove od kojih svaki predstavlja jedan obred a na temelju potpisanih konkordata.
- Vrhovno vijeće 33. i posljednjeg stupnja Drevnog i prihvaćenog škotskog obreda Grčke (Υπάτου Συμβουλίου του 33ου και Τελευταίου Βαθμού του Αρχαίου και Απoδεδεγμένου Σκωτικού Τύπου δια την Ελλάδα)  – nadležno za rad Drevnog i prihvaćenog škotskog obreda.[11]
- Pridružena tijela i redovi koji imaju svoje jedinice u Grčkoj:
  -  Pokrajinski veliki sud Grčke masonskog reda Ethelstana – nadležno za rad Reda Ethelstana.[12]
  -  Grčki distrikt Svećenika vitezova templara Svetog kraljevskog luka i Reda svete mudrosti – nadležno za rad Svećenika vitezova templara Svetog kraljevskog luka kao i Reda svete mudrosti.
  -  Šrajnerski centar "Emirat" Međunarodnog reda Šrajnera (engl. Emirat Shriners Chapter of the Shriners International) – nadležan za rad Šrajnera.[13][14]

### Škotski red
Vrhovno vijeće Grčke je član Europske konfederacije vrhovnih vijeća (engl. European Confederation of Supreme Councils).

## Vanjske poveznice
- Službena stranica